# Rekisalo
Rekisalo är en ganska stor ö i Finland. Den ligger i sjön Päijänne och i kommunen Kuhmois i den ekonomiska regionen  Jämsä  och landskapet Mellersta Finland, i den södra delen av landet, 150 km norr om huvudstaden Helsingfors. Öns area är 3,97 kvadratkilometer och dess största längd är 3,8 kilometer i sydöst-nordvästlig riktning.